# Cyphonia hirta
Cyphonia hirta är en insektsart som beskrevs av Ernst Friedrich Germar. Cyphonia hirta ingår i släktet Cyphonia och familjen hornstritar. Inga underarter finns listade i Catalogue of Life.